# 1463 Nordenmarkia
1463 Nordenmarkia (1938 CB) là một tiểu hành tinh vành đai chính được phát hiện ngày 6 tháng 2 năm 1938 bởi Y. Vaisala ở Turku.